# 무사 시소코
무사 시소코(Moussa Sissoko, 1989년 8월 16일 ~ )는 말리계 프랑스인 축구 선수이다. 현재 왓퍼드에서 미드필더로 뛰고 있다.

## 기록

### 대회 기록
토트넘 홋스퍼 FC (2016~2021)
- EFL컵 준우승 : 2020-21
- UEFA 챔피언스 리그 준우승: 2018-19

프랑스 축구 국가대표팀 (2009~ )
- UEFA 유로 준우승: 2016